# João II de Ribagorza
João II de Ribagorza também conhecido como João de Aragão (Benabarre, 27 de março de 1457 - Monzón, 5 de julho de 1528), foi conde de Ribagorza, e um nobre espanhol. Exerceu o cargo de Vice-rei de Nápoles entre 1507 e 1509.

## História

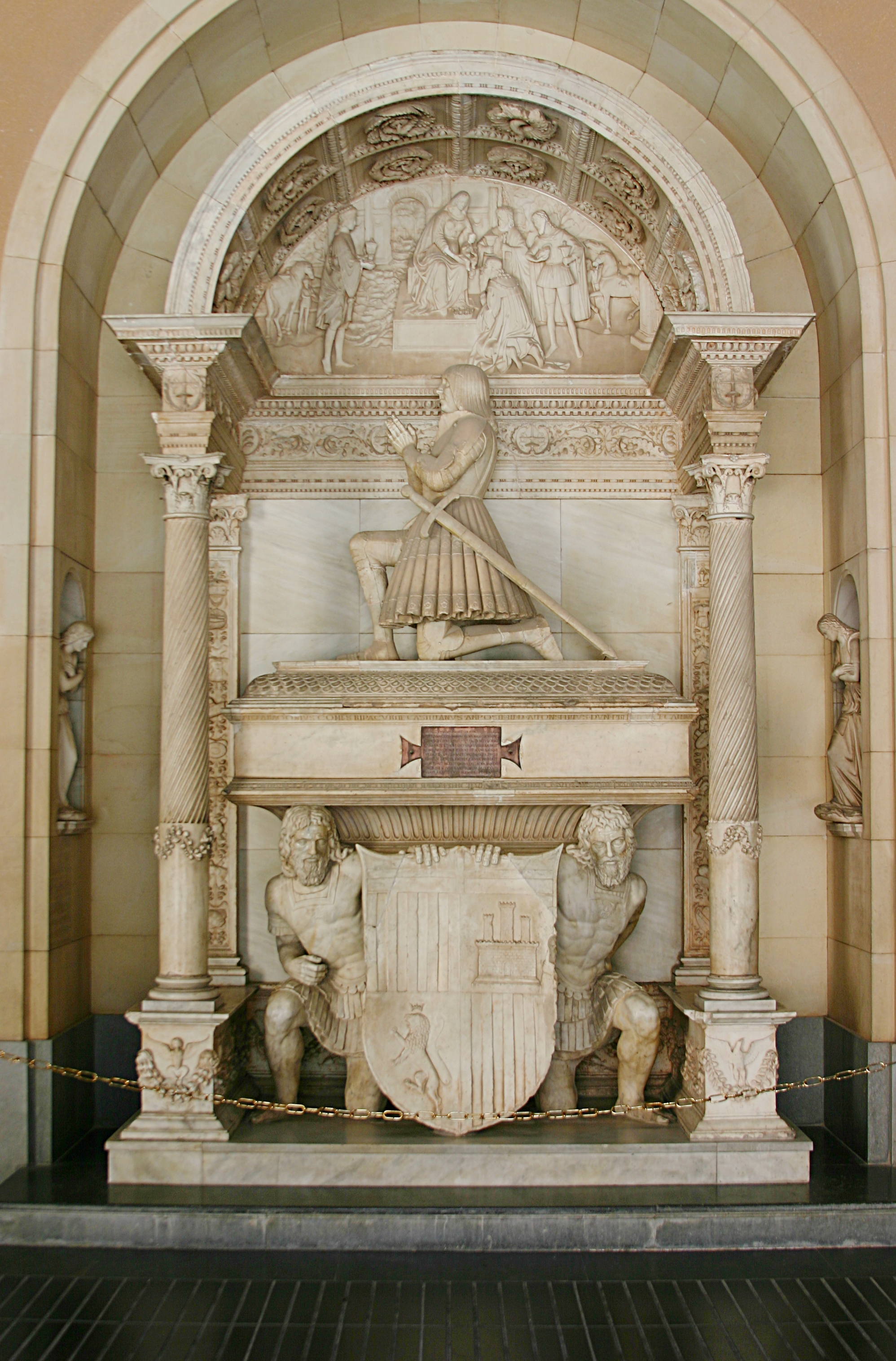
Tumba de João II no Mosteiro de Montserrat.

Era sobrinho de Fernando II de Aragão “O católico” dado ser filho bastardo de Afonso de Aragão e Escobar, duque de Villahermosa, e de Maria de Jonqueras. Ascendeu ao posto de Vice-rei durante o breve governo de Juana de Trastámara (1454 - Nápoles 9 de Janeiro de 1517) esposa de Fernando I de Nápoles. Foi enviado de Espanha a quando do regresso do primeiro vice-rei Gonçalo Fernandes de Córdoba “O grande capitão”.
É por alguns historiadores considerado como o primeiro Vice-rei de Nápoles, por ter sido o primeiro a ter oficialmente este título.
Casou em 1479 com Maria López de Gurrea Torrellas, “la Ricahembra”, de quem teve:
1. Afonso VII de Ribargorza (1487), duque de Luna e conde de Ribargorza e ao ficar viúvo em 1492, passou a ser membro da Ordem Soberana e Militar de Malta.

O seu governo tive início com a ajuda de três conselheiros: O conde de Santa Severina, Andrea Carafa, o conde de Monteleone Héctor Pignatelli e o conde de Cariati.
Em 1508 combateu as carreiras dos piratas de Margaregio que continuamente açulavam as costas calabresas, conseguindo capturar alguns e leva-los à justiça.
Faleceu em Junho de 1528 e foi enterrado no Mosteiro de Montserrat num sepulcro renascentista.